# Степанов, Лев Борисович
Лев Борисович Степа́нов (1908—1971) — советский композитор. Лауреат Сталинской премии второй степени (1951).

## Биография
Родился 13 (26) декабря 1908 года в Томске. Получил первоначальное музыкальное образование как пианист. В 1930—1932 годах работал пианистом-аккомпаниатором Мосэстрады и Радиоцентра, одновременно в 1931—1933 годах концертмейстер оперного класса МГК имени П. И. Чайковского. В 1933—1935 годах художественный руководитель агитколлектива Коммунистического университета национальных меньшинств Запада. В 1935—1937 годах концертмейстер ГАБТ. В 1937—1941 годах — музыкальный руководитель ГААНТ СССР.
В 1938 году окончил МГК имени П. И. Чайковского по классу композиции Н. Я. Мясковского. Ещё будучи студентом, Лев Борисович начал писать оперы
Участник Великой Отечественной войны.
С 1946 году работал в музыкальном отделе Главного репертуарного комитета Управления музыкальных учреждений Комитета по делам искусств при СМ СССР.
Умер 25 июня 1971 года. Похоронен в Москве на Донском кладбище.

## Сочинения

#### Оперы
- «Аэлита» (по одноимённой повести A. H. Толстого, либретто собственное, 1930)
- «Дунино счастье» (1937)
- «Дарвазское ущелье» (дипломная работа, либретто совместно с Я. М. Гольденбергом, 1939)
- «Пограничники» (либретто собственное, 1939)
- «Гвардейцы» (либретто собственное, 1947)
- «Иван Болотников» (либретто в соавторстве с Г. Добржанским, 1950)
- «Во имя жизни» (либретто собственное, 1952)
- «Чекисты» (либретто в соавторстве с В. Дубравиным, 1954)
- «Голсан» (1959)
- «Люди и годы» (Горький, 1967)

#### Балеты
- «Юрочка» (1939)
- «Родной берег» (1941)
- «Журавлиная песня» (совместно с З. Г. Исмагиловым, 1941)
- «Дорога дружбы» (1960)
- «Скоморох» (1965)

#### Другие произведения
- оперетта «Граница жанра» (1965)
- Симфония переднего края (сл. фронтовых поэтов, 1946, для солистов, хора и симф. оркестра)
- сюита для симфонического оркестра «Стройки коммунизма» (1960)
- концерты для фортепиано и симфонического оркестра — I (1947), II (1955), III (1967)
- концерт для альта и симф. оркестра (1955)
- «Киргизская тетрадь» (20 пьес для духовых инструментов и фортепиано, 1960)
- струнный квартет (1933)
- «На целине», сюита для квартета баянов (1960)
- Концерт для баяна с симфоническим оркестром. Первым его исполнил А. Е. Онегин[1]
- иньотуи-концерт для фортепиано, 2-х флейт и барабана (1931)
- вариации на узбекскую тему — для скрипки и фортепиано (1934)
- сюиты — I (1960), II (1968)
- вариации (1960)
- сонаты для виолончели и фортепиано: I (1935), II (1968)
- соната для альта и фортепиано(1936)
- Вокализ (1948)
- три миниатюры (1951)
- сюита (1967)
- «Испанская баллада» (1969)
- романсы на слова А. С. Пушкина, М. Ю. Лермонтова, Р. Тагора, Ф. Гарсиа Лорки, Б. С. Дубровина и др.

## Награды и премии
- Сталинская премия второй степени (1951) — за оперу «Иван Болотников»[2] (1950).
- медали